# 唐卫斌
唐卫斌（1958年6月—），男，中华人民共和国外交官，曾任中华人民共和国驻迪拜总领事和中华人民共和国驻科特迪瓦共和国特命全权大使。

## 生平
1980年，进入中华人民共和国外交部工作，先后在中国国际问题研究所、驻法国大使馆、外交部礼宾司、驻卢森堡大使馆任职。2003年，任驻法国大使馆参赞。2005年，任驻马赛总领事馆副总领事。2008年，任外交部礼宾司参赞。2010年，挂职河北省张家口市副市长。2013年4月，出任中华人民共和国驻迪拜总领事。2015年6月，出任中华人民共和国驻科特迪瓦大使。2019年4月，自驻科特迪瓦大使离任。

## 家庭
已婚，有一子。

## 荣誉

### 外国勋章奖章
- 科特迪瓦国家指挥官勋章（科特迪瓦，2019年3月26日于阿比让颁发[4]）